# Rams de Los Angeles
Pour les articles homonymes, voir RAM.
Stade
Maillots
Super Bowl XXXIV - LVI
Champion NFL 1945 - 1951
Les Rams de Los Angeles (Los Angeles Rams en anglais) sont une franchise de la National Football League (NFL) basée à Los Angeles.
Ils jouent au SoFi Stadium situé à Inglewood dans le comté de Los Angeles en Californie.
L'équipe est membre de la division Ouest de la National Football Conference (NFC).
Les Rams ont gagné deux Super Bowls soit le Super Bowl XXXIV remporté face aux Titans du Tennessee et le Super Bowl LVI remporté face aux Bengals de Cincinnati. Ils deviennent à cette occasion la seconde franchise NFL (après les Buccaneers de Tampa Bay l'année précédente) à disputer et à remporter le Super Bowl dans leur stade.

## Historique
La franchise est fondée en 1936 à Cleveland, porte le nom des Rams de Cleveland (Cleveland Rams) et joue sa première saison en 1937.

### Relocalisations
La franchise déménage une première fois en 1946 à Los Angeles devenant les Rams de Los Angeles (Los Angeles Rams).
En 1994, elle est déplacée à Saint-Louis et porte le nom de Rams de Saint-Louis (St. Louis Rams) jusqu'en 2016.
Le 12 janvier 2016, la NFL officialise le déménagement de la franchise à Los Angeles, celle-ci ayant été approuvée par la majorité des propriétaires de franchises NFL. Cet événement marque le retour de la franchise à Los Angeles, 21 ans après avoir déménagé à Saint-Louis.

### Participations au Super Bowl
Les Rams ont remporté deux Super Bowls :
- Saison 1999 : en battant les Titans du Tennessee 23 à 16 lors du Super Bowl XXXIV disputé le 30 janvier 2000 ;
- Saison 2021 : en battant les Bengals de Cincinnati 23 à 20 lors du Super Bowl LVI disputé le 13 février 2022.

Ils ont également perdu trois Super Bowls :
- Saison 1979 : Super Bowl XIV joué par les Rams de Los Angeles le 20 janvier 1980 et perdu 19-31 contre les Steelers de Pittsburgh ;
- Saison 2001 : Super Bowl XXXVI joué par les Rams de St-Louis le 3 février 2002 et perdu 17-20 contre Patriots de la Nouvelle-Angleterre ;
- Saison 2018 : Super Bowl LIII joué par les Rams de Los Angeles le 3 février 2019 et perdu 3-13 contre Patriots de la Nouvelle-Angleterre.

Avant l'ère du Super Bowl, les Rams ont été champions de la NFL en :
- Saison 1945 : victoire des Rams de Cleveland lors du NFL Championship Game 1945 (en) joué le 16 décembre 1945 et remporté 15-14 contre les Redskins de Washington ;
- Saison 1951 : victoires des Rams de Los Angeles lors du NFL Championship Game 1951 (en) joué le 23 décembre 1951 et remporté 24-17 contre les Browns de Cleveland.

## Stade

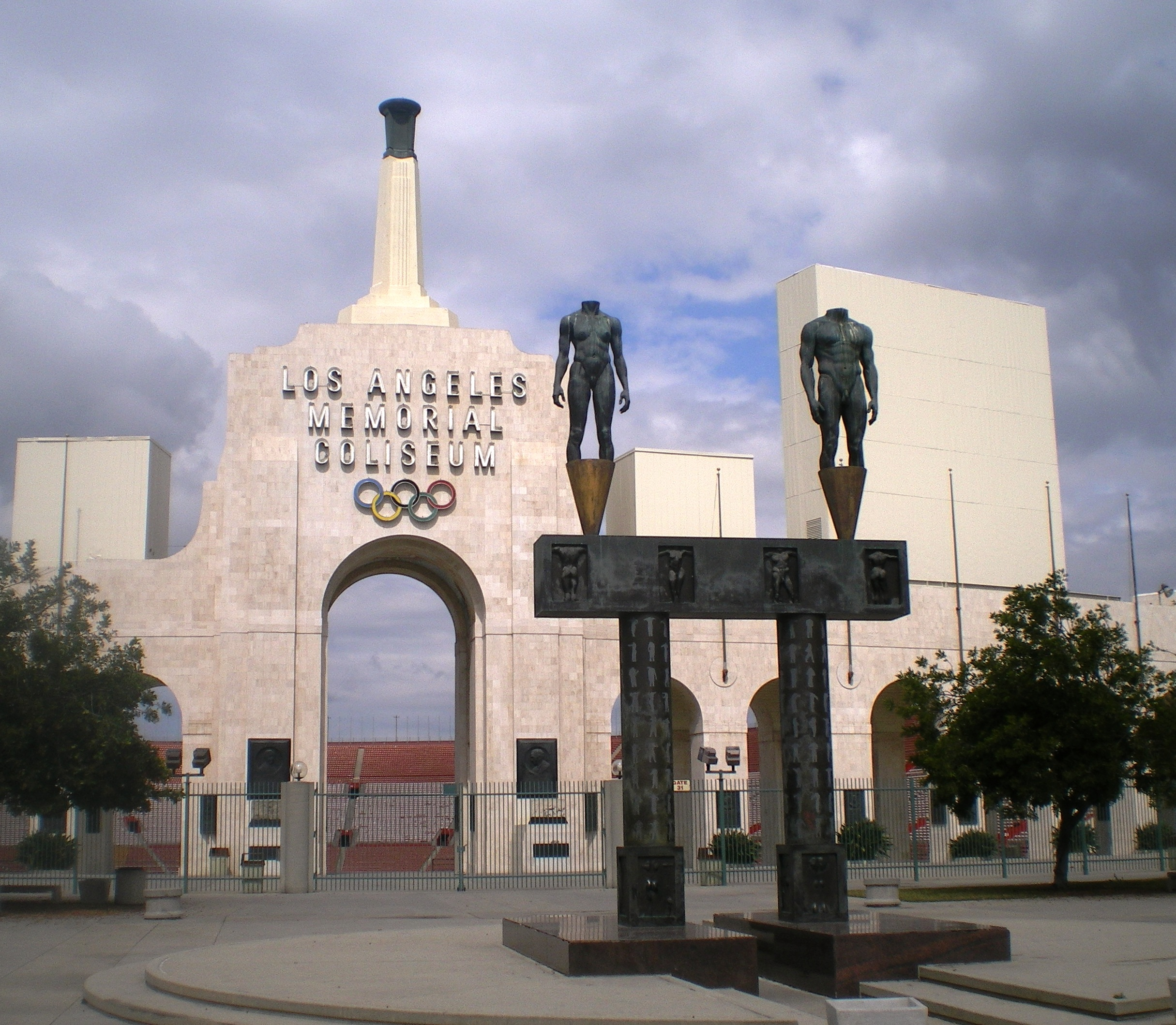
Entrée du Los Angeles Memorial Coliseum.

La franchise a joué temporairement ses matchs au Los Angeles Memorial Coliseum (saison 2016 à 2019) avant d'intégrer dès la saison 2020 de façon permanente le SoFi Stadium érigé à Inglewood dans le comté de Los Angeles en Californie.

## Palmarès
- Championnat NFL (avant la fusion AFL–NFL en 1970) (2) : 1945, 1951
- Vainqueur du Super Bowl (2) :
  - Saison 1999 (XXXIV)
  - Saison 2021 (LVI)
- Champion de conférence (8) :
  - NFL National (2) : 1950, 1951
  - NFL Western (1) : 1955
  - NFC (5) : 1979, 1999, 2001, 2018 et 2021
- Champion de division (18) :
  - NFL Western (2) : 1945, 1949
  - NFL Coastal (2) : 1967, 1969
  - NFC West (15) : 1973, 1974, 1975, 1976, 1977, 1978, 1979, 1985, 1999, 2001, 2003, 2017, 2018, 2021 et 2024

## Identité visuelle

### Couleurs et maillots
Lors de leur changement d'identité graphique instauré à l'aube de la saison 2020, les couleurs historiques des Rams sont réinstaurées : le bleu roi et le jaune.
|  |  |

### Logos
À la suite de son déménagement à Los Angeles officialisé trois jours plus tôt, la franchise dévoile un nouveau logo alternatif le 15 janvier 2016, confirmant que la franchise se dénommera bien Rams de Los Angeles. Une saison plus tard, la teinte dorée du logo est supprimée pour laisser place au blanc.
Alors que les Rams évoluent au SoFi Stadium à partir de la saison 2020, une nouvelle identité est dévoilée le 23 mars afin de marquer « le début d'une nouvelle ère », incluant un changement de logo,.

Évolution du logo des Rams de Cleveland
Logo de 1941 à 1942.
Logo de 1944 à 1945.

Évolution du logo des Rams de Los Angeles
Logo de 1946 à 1950.
Logo de 1951 à 1969.
Logo de 1970 à 1982.
Logo de 1983 à 1990.
Logo de 1989 à 1994.
Logo en 2016.
Logo de 2017 à 2019.
Logo depuis 2020.

Évolution du logo des Rams de Saint-Louis
Logo de 1995 à 1999.
Logo de 2000 à 2015.

## Bilan saison par saison
| Rams de Cleveland   | Rams de Cleveland                                                      | Rams de Cleveland                                                      | Rams de Cleveland                                                      | Rams de Cleveland                                                                                      | Rams de Cleveland |
| ------------------- | ---------------------------------------------------------------------- | ---------------------------------------------------------------------- | ---------------------------------------------------------------------- | --- | --- |
| Saison              | Vic.                                                                   | Déf.                                                                   | Nuls                                                                   | Classement                                                                                             | Séries éliminatoires |
| 1936                | 5                                                                      | 2                                                                      | 2                                                                      | 5e AFL Div. West                                                                                       | , |
| 1937                | 1                                                                      | 10                                                                     | 0                                                                      | 4e NFL Div. West                                                                                       | |
| 1938                | 4                                                                      | 7                                                                      | 0                                                                      | 4e NFL Div. West                                                                                       | |
| 1939                | 5                                                                      | 5                                                                      | 1                                                                      | 4e NFL Div. West                                                                                       | |
| 1940                | 4                                                                      | 6                                                                      | 1                                                                      | 5e NFL Div. West                                                                                       | |
| 1941                | 2                                                                      | 9                                                                      | 0                                                                      | 3e NFL Div. West                                                                                       | |
| 1942                | 5                                                                      | 6                                                                      | 0                                                                      | 1er NFL Div. West                                                                                      | Victoire en finale de NFL (Redskins, 15-14) |
| 1943                | Compétition suspendue en raison de la Seconde Guerre mondiale          | Compétition suspendue en raison de la Seconde Guerre mondiale          | Compétition suspendue en raison de la Seconde Guerre mondiale          | Compétition suspendue en raison de la Seconde Guerre mondiale                                          | Compétition suspendue en raison de la Seconde Guerre mondiale |
| 1944                | 4                                                                      | 6                                                                      | 0                                                                      | 2e NFL Div. West                                                                                       | |
| 1945                | 9                                                                      | 1                                                                      | 0                                                                      | 4e NFL Div. West                                                                                       | |
| Rams de Los Angeles |                                                                        |                                                                        |                                                                        | | |
| Saison              | Vic.                                                                   | Déf.                                                                   | Nuls                                                                   | Classement                                                                                             | Séries éliminatoires |
| 1946                | 6                                                                      | 4                                                                      | 1                                                                      | 2e Div. West                                                                                           | -- |
| 1947                | 6                                                                      | 6                                                                      | 0                                                                      | 4e Div. West                                                                                           | -- |
| 1948                | 6                                                                      | 5                                                                      | 1                                                                      | 3e NFL Div. West                                                                                       | -- |
| 1949                | 8                                                                      | 2                                                                      | 2                                                                      | 1er NFL Div. West                                                                                      | Défaite en finale de NFL (Eagles) 0–14 |
| 1950                | 9                                                                      | 3                                                                      | 0                                                                      | 1er NFL Conf. Nat.                                                                                     | Défaite en finale de NFL (chez les Browns) 28–30 |
| 1951                | 8                                                                      | 4                                                                      | 0                                                                      | 1er NFL Conf. Nat.                                                                                     | Victoire en finale de NFL (Browns, 24–17) |
| 1952                | 9                                                                      | 3                                                                      | 0                                                                      | 2e NFL Conf. Nat.                                                                                      | Défaite en finale de conférence NFL (chez les Lions) 21–31 |
| 1953                | 8                                                                      | 3                                                                      | 1                                                                      | 3e NFL Conf. West.                                                                                     | -- |
| 1954                | 6                                                                      | 5                                                                      | 1                                                                      | 4e NFL Conf. West.                                                                                     | -- |
| 1955                | 8                                                                      | 3                                                                      | 1                                                                      | 1er NFL Conf. West.                                                                                    | Défaite en finale de NFL (Browns) 14–38 |
| 1956                | 4                                                                      | 8                                                                      | 0                                                                      | 5eà.é. NFL C. West.                                                                                    | -- |
| 1957                | 6                                                                      | 6                                                                      | 0                                                                      | 4e NFL Conf. West.                                                                                     | -- |
| 1958                | 8                                                                      | 4                                                                      | 0                                                                      | 2e à.é. NFL C. West.                                                                                   | -- |
| 1959                | 2                                                                      | 10                                                                     | 0                                                                      | 6e NFL Conf. West.                                                                                     | -- |
| 1960                | 4                                                                      | 7                                                                      | 1                                                                      | 6e NFL Conf. West.                                                                                     | -- |
| 1961                | 4                                                                      | 10                                                                     | 0                                                                      | 6e NFL Conf. West.                                                                                     | -- |
| 1962                | 1                                                                      | 12                                                                     | 1                                                                      | 7e NFL Conf. West.                                                                                     | -- |
| 1963                | 5                                                                      | 9                                                                      | 0                                                                      | 6e NFL Conf. West.                                                                                     | -- |
| 1964                | 5                                                                      | 7                                                                      | 2                                                                      | 5e NFL Conf. West.                                                                                     | -- |
| 1965                | 4                                                                      | 10                                                                     | 0                                                                      | 3e NFL Conf. West.                                                                                     | -- |
| Fusion AFL-NFL      |                                                                        |                                                                        |                                                                        | | |
| 1966                | 8                                                                      | 6                                                                      | 0                                                                      | 3e NFL Conf. West                                                                                      | -- |
| 1967                | 11                                                                     | 1                                                                      | 2                                                                      | 1er NFL West. Coastal                                                                                  | Défaite en finale de conférence NFL (chez les Packers de Green Bay) 7–28 |
| 1968                | 10                                                                     | 3                                                                      | 1                                                                      | 2e NFL West. Coastal                                                                                   | -- |
| 1969                | 11                                                                     | 3                                                                      | 0                                                                      | 1er NFL West. Coastal                                                                                  | Défaite en finale de conférence NFL (chez les Vikings du Minnesota) 20–23 |
| 1970                | 9                                                                      | 4                                                                      | 1                                                                      | 2e NFC West                                                                                            | -- |
| 1971                | 8                                                                      | 5                                                                      | 1                                                                      | 2e NFC West                                                                                            | -- |
| 1972                | 6                                                                      | 7                                                                      | 1                                                                      | 3e NFC West                                                                                            | -- |
| 1973                | 12                                                                     | 2                                                                      | 0                                                                      | 1er NFC West                                                                                           | Défaite en tour de Division (chez les Cowboys de Dallas) 16-27 |
| 1974                | 10                                                                     | 4                                                                      | 0                                                                      | 1er NFC West                                                                                           | Défaite en finale de conférence NFC (chez les Vikings du Minnesota) 10-14 |
| 1975                | 12                                                                     | 2                                                                      | 0                                                                      | 1er NFC West                                                                                           | Défaite en finale de conférence NFC (Cowboys de Dallas) 7–37 |
| 1976                | 10                                                                     | 3                                                                      | 1                                                                      | 1er NFC West                                                                                           | Défaite en finale de conférence NFC (chez les Vikings du Minnesota) 13-24 |
| 1977                | 10                                                                     | 4                                                                      | 0                                                                      | 1er NFC West                                                                                           | Défaite en tour de Division (Vikings du Minnesota) 7–14 |
| 1978                | 12                                                                     | 4                                                                      | 0                                                                      | 1er NFC West                                                                                           | Défaite en finale de conférence NFC (Cowboys de Dallas) 0–28 |
| 1979                | 9                                                                      | 7                                                                      | 0                                                                      | 1er NFC West                                                                                           | Défaite au Super Bowl XIV (Steelers de Pittsburgh) 19–31 |
| 1980                | 11                                                                     | 5                                                                      | 0                                                                      | 2e NFC West                                                                                            | Défaite en tour de Wild Card (Cowboys de Dallas) 13–34 |
| 1981                | 6                                                                      | 10                                                                     | 0                                                                      | 3e NFC West                                                                                            | -- |
| 1982                | 2                                                                      | 7                                                                      | 0                                                                      | 14e Conf. NFC                                                                                          | -- |
| 1983                | 9                                                                      | 7                                                                      | 0                                                                      | 2e NFC West                                                                                            | Défaite en tour de Division (chez les Redskins de Washington) 7–51 |
| 1984                | 10                                                                     | 6                                                                      | 0                                                                      | 2e NFC West                                                                                            | Défaite en tour de Wild Card (Giants de New York) 13–16 |
| 1985                | 11                                                                     | 5                                                                      | 0                                                                      | 1er NFC West                                                                                           | Défaite en finale de conférence NFC (chez les Bears de Chicago) 0-24 |
| 1986                | 10                                                                     | 6                                                                      | 0                                                                      | 2e NFC West                                                                                            | Défaite en tour de Wild Card (chez les Redskins de Washington) 7–19 |
| 1987                | 6                                                                      | 9                                                                      | 0                                                                      | 3e NFC West                                                                                            | -- |
| 1988                | 10                                                                     | 6                                                                      | 0                                                                      | 2e NFC West                                                                                            | Défaite en tour de Wild Card (chez les Vikings du Minnesota) 17–28 |
| 1989                | 11                                                                     | 5                                                                      | 0                                                                      | 2e NFC West                                                                                            | Défaite en finale de conférence NFC (chez les 49ers de San Francisco) 3–30 |
| 1990                | 5                                                                      | 11                                                                     | 0                                                                      | 3e NFC West                                                                                            | -- |
| 1991                | 3                                                                      | 13                                                                     | 0                                                                      | 4e NFC West                                                                                            | -- |
| 1992                | 6                                                                      | 10                                                                     | 0                                                                      | 4e NFC West                                                                                            | -- |
| 1993                | 5                                                                      | 11                                                                     | 0                                                                      | 4e NFC West                                                                                            | -- |
| 1994                | 4                                                                      | 12                                                                     | 0                                                                      | 4e NFC West                                                                                            | -- |
|                     |                                                                        |                                                                        |                                                                        | | |
| Rams de Saint-Louis |                                                                        |                                                                        |                                                                        | | |
| Saison              | Vic.                                                                   | Déf.                                                                   | Nuls                                                                   | Classement                                                                                             | Séries éliminatoires |
| 1995                | 7                                                                      | 9                                                                      | 0                                                                      | 3e NFC West                                                                                            | -- |
| 1996                | 6                                                                      | 10                                                                     | 0                                                                      | 3e NFC West                                                                                            | -- |
| 1997                | 5                                                                      | 11                                                                     | 0                                                                      | 5e NFC West                                                                                            | -- |
| 1998                | 4                                                                      | 12                                                                     | 0                                                                      | 5e NFC West                                                                                            | -- |
| 1999                | 13                                                                     | 3                                                                      | 0                                                                      | 1er NFC West                                                                                           | Victoire lors du Super Bowl XXXIV (Titans du Tennessee) 23-16 |
| 2000                | 10                                                                     | 6                                                                      | 0                                                                      | 2e NFC West                                                                                            | Défaite en tour de Wild Card (Saints de La Nouvelle-Orléans) 28–31 |
| 2001                | 14                                                                     | 2                                                                      | 0                                                                      | 1er NFC West                                                                                           | Défaite au Super Bowl XXXVI (Patriots de la Nouvelle-Angleterre) 17–20 |
| 2002                | 7                                                                      | 9                                                                      | 0                                                                      | 2e NFC West                                                                                            | -- |
| 2003                | 12                                                                     | 4                                                                      | 0                                                                      | 1er NFC West                                                                                           | Défaite en tour de Division (Panthers de la Caroline) 23–29 (2ET) |
| 2004                | 8                                                                      | 8                                                                      | 0                                                                      | 2e NFC West                                                                                            | Défaite en tour de Division (Falcons d'Atlanta) 17–47 |
| 2005                | 6                                                                      | 10                                                                     | 0                                                                      | 2e NFC West                                                                                            | -- |
| 2006                | 8                                                                      | 8                                                                      | 0                                                                      | 2e NFC West                                                                                            | -- |
| 2007                | 3                                                                      | 13                                                                     | 0                                                                      | 4e NFC West                                                                                            | -- |
| 2008                | 2                                                                      | 14                                                                     | 0                                                                      | 4e NFC West                                                                                            | -- |
| 2009                | 1                                                                      | 15                                                                     | 0                                                                      | 4e NFC West                                                                                            | -- |
| 2010                | 7                                                                      | 9                                                                      | 0                                                                      | 2e NFC West                                                                                            | -- |
| 2011                | 2                                                                      | 14                                                                     | 0                                                                      | 4e NFC West                                                                                            | -- |
| 2012                | 7                                                                      | 8                                                                      | 1                                                                      | 3e NFC West                                                                                            | -- |
| 2013                | 7                                                                      | 9                                                                      | 0                                                                      | 4e NFC West                                                                                            | -- |
| 2014                | 6                                                                      | 10                                                                     | 0                                                                      | 4e NFC West                                                                                            | -- |
| 2015                | 7                                                                      | 9                                                                      | 0                                                                      | 3e NFC West                                                                                            | -- |
| 2016                | 4                                                                      | 12                                                                     | 0                                                                      | 3e NFC West                                                                                            | -- |
|                     |                                                                        |                                                                        |                                                                        | | |
| Rams de Los Angeles |                                                                        |                                                                        |                                                                        | | |
| Saison              | Vic.                                                                   | Déf.                                                                   | Nuls                                                                   | Classement                                                                                             | Séries éliminatoires |
| 2017                | 11                                                                     | 5                                                                      | 0                                                                      | 1er NFC West                                                                                           | Défaite en tour de Wild Card (Falcons d'Atlanta) 13–26 |
| 2018                | 13                                                                     | 3                                                                      | 0                                                                      | 1er NFC West                                                                                           | Défaite au Super Bowl LIII (Patriots de la Nouvelle-Angleterre) 3–13 |
| 2019                | 9                                                                      | 7                                                                      | 0                                                                      | 3e NFC West                                                                                            | -- |
| 2020                | 10                                                                     | 6                                                                      | 0                                                                      | 2e NFC West                                                                                            | Victoire en tour de Wild Card (chez les Seahawks de Seattle) 30–20 Défaite en tour de Division (chez les Packers de Green Bay) 18–32 |
| 2021                | 12                                                                     | 5                                                                      | 0                                                                      | 1er NFC West                                                                                           | Victoire en tour de wild card (Cardinals de l'Arizona) 34–11 Victoire en tour de division (@ Buccaneers de Tampa Bay) 30–27 Victoire en finale de conférence NFC (49ers de San Francisco) 20–17 Victoire lors du Super Bowl LVI (Bengals de Cincinnati) 23-20 |
| 2022                | 5                                                                      | 12                                                                     | 0                                                                      | 3e NFC West                                                                                            | -- |
| 2023                | 10                                                                     | 7                                                                      | 0                                                                      | 2e NFC West                                                                                            | Défaite en tour de wild card (@ Lions de Détroit) 23-24 |
| 2024                | 10                                                                     | 7                                                                      | 0                                                                      | 1er NFC West                                                                                           | Victoire en tour de wild card (Vikings du Minnesota) 27–9 Défaite en tour de division (Eagles de Philadelphie) 22-28 |
| 2025                | Ne pas insérer de statistique avant la fin complète de la saison 2025. | Ne pas insérer de statistique avant la fin complète de la saison 2025. | Ne pas insérer de statistique avant la fin complète de la saison 2025. | Ne pas insérer de statistique avant la fin complète de la saison 2025.                                 | Ne pas insérer de statistique avant la fin complète de la saison 2025. |
|                     |                                                                        |                                                                        |                                                                        | | |
| Totaux 1937-2019    | 624                                                                    | 606                                                                    | 21                                                                     | Saison régulière (19 titres de division, 8 titres de conférence)                                       | Saison régulière (19 titres de division, 8 titres de conférence) |
| Totaux 1937-2019    | 27                                                                     | 29                                                                     | -                                                                      | Séries éliminatoires                                                                                   | Séries éliminatoires |
| Totaux 1937-2019    | 651                                                                    | 635                                                                    | 21                                                                     | Saison régulière + séries éliminatoires (2 titres NFL avant 1970 et 2 Super Bowls, le XXXIV et le LVI) | Saison régulière + séries éliminatoires (2 titres NFL avant 1970 et 2 Super Bowls, le XXXIV et le LVI) |